# Lycoris houdyshelii
Lycoris houdyshelii  es una especie herbácea, perenne y bulbosa nativa de Asia, perteneciente a la familia de las Amarilidáceas. Se la utiliza como ornamental en muchas partes del mundo por sus elegantes flores de color blanco y sus tépalos recurvados con márgenes ondulados.

## Descripción
Las hojas aparecen en otoño, tienen 12 a 15 mm de ancho y 20 a 30cm de longitud, son obtusas y con una estría más pálida en el centro. Los escapos, de 25 a 35 cm de altura, sostienen a las flores que se disponen en umbelas de 4 a 7 miembros. El perianto es de color blanco, tiene forma de trompeta y presenta 4 cm de largo. Los tépalos son muy recurvados y con los márgenes fuertemente ondulados. Los estambres sobresalen de la altura de los tépalos.

## Distribución y origen
Es un híbrido interespecífico triploide originado a partir del cruzamiento entre L. straminea y L. radiata var. pumila. Es originario de China y se lo encuentra en estado silvestre en Jiangsu y Zhejiang.

## Taxonomía
Lycoris houdyshelii fue descrita por Hamilton Paul Traub y publicado en Herbertia 13: 45. 1957.